# Curahpoh
Curahpoh is een bestuurslaag in het regentschap Bondowoso van de provincie Oost-Java, Indonesië. Curahpoh telt 3602 inwoners (volkstelling 2010).